# Washington Novaes
Washington Luís Rodrigues Novaes (Vargem Grande do Sul, a l'Estat de São Paulo, 3 de juny de 1934 - Aparecida de Goiânia, 24 d'agost de 2020) fou un periodista brasiler que tractava amb especial interès els temes del medi ambient i les cultures indígenes. Fou columnista dels diaris O Estado de S. Paulo i O Popular, i director de programes de la cadena de la televisió pública TV Cultura.
 Un dels seus treballs va ser la realització de la sèrie de documentals Xingu - A Terra Ameaçada.

## Activitats
- Va ser reporter, director, editor i columnista en algunes de les principals publicacions brasileres: Veja, O Estado de S. Paulo, Folha de S. Paulo, Última Hora, Visão, Correio da Manhã, O Jornal, Gazeta Mercanti, entre d'altres[4]
- Director, editor i comentarista d'algunes de les principals xarxes de televisió del país: Rede Globo,[4] TV Manchete, TV Rio, Rede Bandeirantes, TV Gazeta, entre d'altres
- Documentalista i productor independent de televisió
- Secretari de Medi Ambient, Ciència i Tecnologia del Districte Federal, entre 1991 i 1992
- Assessor del Primer Informe de Brasil a la Convenció de la Diversitat Biològica, l'Informe sobre Desenvolupament Humà de l'ONU, de 1996 a 1998, i sistematitzador de l'Agenda 21 brasilera.[4]

## Premis

### Nacionals
- Premi Golfinho de Ouro (1988), de la Secretaria de Cultura do Rio de Janeiro, per l'obra a televisió
- Premi Esso Especial de Ecologia e Meio Ambiente (1992), per la sèrie d'articles sobre Eco-92 publicats a Jornal do Brasil
- Premi de la Càmera Americana de Comerç (2001) pel documental Biodiversidade – Primeiro Mundo É Aqui
- Premi Embratel (2003), pel documental A Década da Aflição, produït per a TV Cultura de São Paulo
- Premi Professor Azevedo Netto (2004), conferit per la Associação Brasileira de Engenharia Sanitária e Ambiental

### Internacionals
- Medalla de plata al Festival de Cinema i TV de Nova York (1982), per la direcció del documental Amazonas, a pátria da água
- Medalla d'or al Festival Internacional de TV de Seul, Corea del Sud (1985), per la serie Xingu - A Terra Mágica[2]
- Sala especial a la Biennal de Venècia (1986) per la sèrie "Xingu - A Terra Ameaçada"
- Medalla d'or al Festival de Cinema i TV de la Havana (1990), per la serie Xingu - A Terra Mágica[2]
- Premio Rei d'Espanya de Premsa (1990), per la sèrie d'articles A Amazônia e o futuro da Humanidade
- Millor Film a la categoria d'Educació Ambiental al VIII Festival Internacional de Cinema i Vídeo de Ambiente, a la ciutat de Seia, Portugal, amb el documental Primeiro Mundo é Aqui (2002)
- Premi UNESCO de Medi Ambient (2004)

## Llibres publicats
- Xingu, uma flecha no coração, Editora Brasiliense (1985)
- A quem pertence a informação, Editora Vozes (1997, 3a edició)
- Xingu, Edição Olivetti (1985)
- A Terra pede água, Edição Sematec (1992)
- A Década do Impasse, Editora Estação Liberdade (2002)

### Amb altres autors
- Irã, a força de um povo e sua religião, Editora Expressão e Cultura (1979)
- TV ao Vivo, Editora Brasiliense (1988)
- Hélio Pellegrino – A-Deus, Editora Vozes (1989)
- Informação e Poder, Editora Record (1994)
- Índios no Brasil, Ministério da Educação e do Desporto (1994)
- Meio Ambiente no Século XXI, Editora Sextante (2003)
- Brasil em Questão – a Universidade e a Eleição Presidencial, Editora UNB (2003)
- Saúde nos Grandes Aglomerados Urbanos – Uma Visão Integrada, Organització Panamericana de la Salut i Organització Mundial de la Salut (2003)